# Batracomorphus eryx
Batracomorphus eryx är en insektsart som beskrevs av Knight 1983. Batracomorphus eryx ingår i släktet Batracomorphus och familjen dvärgstritar. Inga underarter finns listade i Catalogue of Life.